# Характеристики анализаторов человека
Анализа́тор челове́ка — подсистема центральной нервной системы, обеспечивающая приём и первичный анализ информации. Периферийная часть анализатора — рецептор, центральная часть анализатора — мозг.

## Рецепторы
У человека выделяют следующие рецепторы:
- внешние
  - зрительный
  - слуховой
  - тактильный
  - болевой
  - температурный
  - обонятельный
  - вкусовой
- внутренние
  - давления
  - кинестетический
  - вестибулярный

Основными характеристиками анализатора являются:
- пороговая чувствительность;
- воспринимаемый диапазон;
- временные характеристики.

## Зрительный анализатор

### энергетические
- диапазон воспринимаемых яркостей
  - порог световой чувствительности
  - абсолютный порог (достигается в ходе теневой адаптации)
  - яркость адаптации 10—1000 кд/м²
  - рабочие яркости 50—180 кд/м²
- слепящая яркость (225 000 Кд/м²)
- контрастность (диф. порог, то есть минимально различимая величина между двумя значениями яркости, воспринимаемыми как разные)
  - прямой K=(Lфона-Lоб)/Lфона*100 %
  - обратный K=(Lob-Lfona)/Lоб*100 %
- Спектральная световая эффективность монохроматического излучения (чувствительность к свету с различным спектральным составом)

### информационные
- пропускная способность
  - на уровне ощущения (5,6*10^9 ед/сек)
  - на уровне идентификации (20—70 ед/сек)
  - на уровне восприятия (2—4 ед/сек)

### пространственные
- острота зрения (зависит от освещённости, контрастности, времени экспозиции, положения поля зрения, формы)
- поля зрения
  - зона центрального зрения (2°—4°)
  - ясного зрения (30°—35°)
  - периферийного (180°)
- объём восприятия (7±2)

### временные
- латентный период реакции (от ощущения до идентификации ~200 мс)
- длительность инерции ощущения (меньше, если объект в зоне центра зрения)
- время зрительной фиксации (0,2—0,65 с, зависит от сложности фигуры)
- критическая частота мелькания (серия световых импульсов, воспринимаемая как непрерывный сигнал)
  - f=a*logL+b (то есть зависит от яркости) ~14—70 Гц
- время адаптации
  - темновая (~ 2—10 мин)
  - световая (~ 0,1—0,8 мин)
- длительность инфопоиска (0,8—1,5 сек)

## Слуховой анализатор
Особенности анализатора:
- способность к приему информации в любой момент времени
- способность воспринимать звуки в широком диапазоне и выделять необходимые
- способность устанавливать местонахождение источника

Характеристики анализатора:
- абсолютный порог слышимости (зависит от тона, метода предъявления, субъективных особенностей)
- дифференциальный порог слышимости
  - по интенсивности K=dL/L (L=20lgP/P0, P0=0,00002 Па — мин порог) наилуч от 0,02—0,065
  - по частоте K=df/f (500-5000 Гц, 0,002-0,003)
- временные характеристики
  - различение интервалов между монотонными сигналами (0,5—2 мс)
  - время полного восприятия чистых тонов (200—300 мс)
  - пороговое время восприятия прерывистых тональных сигналов (80—150 мс)